# Emilian Metu
Emilian Metu (* 18. April 2003 in Wiener Neustadt) ist ein österreichischer Fußballspieler, der beim FC Košice unter Vertrag steht.

## Karriere

### Verein
Metu begann seine Karriere beim ESV Haidbrunn Wacker Wiener Neustadt. Zur Saison 2016/17 wechselte er in die AKA St. Pölten. Im September 2020 wechselte er zum Bundesligisten SKN St. Pölten, bei dem er einen bis Juni 2022 laufenden Vertrag erhielt. Beim SKN spielte er zunächst für die viertklassigen Amateure. Im Februar 2021 debütierte er schließlich für die Profis in der Bundesliga, als er am 16. Spieltag der Saison 2020/21 gegen den LASK in der 66. Minute für Daniel Luxbacher eingewechselt wurde. Bis Saisonende absolvierte er drei Partien in der Bundesliga. Mit dem SKN stieg er zu Saisonende aus der höchsten Spielklasse ab.
Zur Saison 2021/22 wechselte Metu nach Deutschland zum FC Bayern München, bei dem er bereits lange vor dem Abstieg des SKN im März 2021 einen bis Juni 2025 laufenden Vertrag unterschrieben hatte. Dort rückte er in den Kader der zweiten Mannschaft, die zuvor in die viertklassige Regionalliga Bayern abgestiegen war. Er absolvierte 28 Regionalligaspiele, stand 11-mal in der Startelf und erzielte 4 Tore. Daneben kam Metu für die U19, für die er letztmals spielberechtigt war, auf 4 Einsätze in der A-Junioren-Bundesliga sowie jeweils einen Einsatz im DFB-Pokal der Junioren und der UEFA Youth League.
Nach sechs Einsätzen zu Beginn der Saison 2022/23 kehrte Metu im August 2022 leihweise in seine Heimat zurück und wechselte zum Bundesligisten SK Austria Klagenfurt. In Klagenfurt spielte er aber keine Rolle und kam nur zu einem Kurzeinsatz in der Bundesliga, primär spielte er für die viertklassigen Amateure der Kärntner. Zur Saison 2023/24 kehrte er nicht mehr nach München zurück, sondern blieb fest in Österreich und wechselte zum Zweitligisten SV Horn, bei dem er einen bis 2025 laufenden Vertrag erhielt. Für Horn kam er zu 44 Einsätzen in der 2. Liga, aus der der Verein aber 2025 abstieg.
Zur Saison 2025/26 wechselte Metu daraufhin in die Slowakei zum Erstligisten FC Košice.

### Nationalmannschaft
Metu spielte im Oktober 2018 erstmals für eine österreichische Jugendnationalauswahl. Im September 2019 debütierte er gegen Rumänien für das U-17-Team. Im Juni 2021 gab er gegen Italien sein Debüt für die U-18-Auswahl. Im September 2021 gab er gegen die Türkei sein Debüt im U-19-Team.